# وست اسمیتفیلد (کارولینای شمالی)
وست اسمیتفیلد (به انگلیسی: West Smithfield) یک منطقهٔ مسکونی در ایالات متحده آمریکا است که در شهرستان جانستون، کارولینای شمالی واقع شده‌است. وست اسمیتفیلد ۱٫۴ کیلومتر مربع مساحت دارد ۴۷ متر بالاتر از سطح دریا واقع شده‌است.